# Gonialosa
Gonialosa es un género de peces de la familia Dorosomatidae. Fue descrito por Charles Tate Regan en 1917.

## Especies
- Gonialosa manmina (F. Hamilton, 1822)
- Gonialosa modesta (F. Day, 1870)
- Gonialosa whiteheadi Wongratana, 1983